# Otsola (Kotka)
Pour les articles homonymes, voir Otsola.
Otsola est un quartier de Kotka en Finlande.

## Présentation
Otsola est situé dans la partie est de Kotka, au sud de la route nationale 7. 
Otsola comprend la section de Mäntykangas.
Le Kumparepuisto est un parc ou l'on peut pratiquer la descente à ski et qui abrite une tour d'observation.
Le point culminant de Kumparepuisto s'élève à 45 mètres d'atitude.

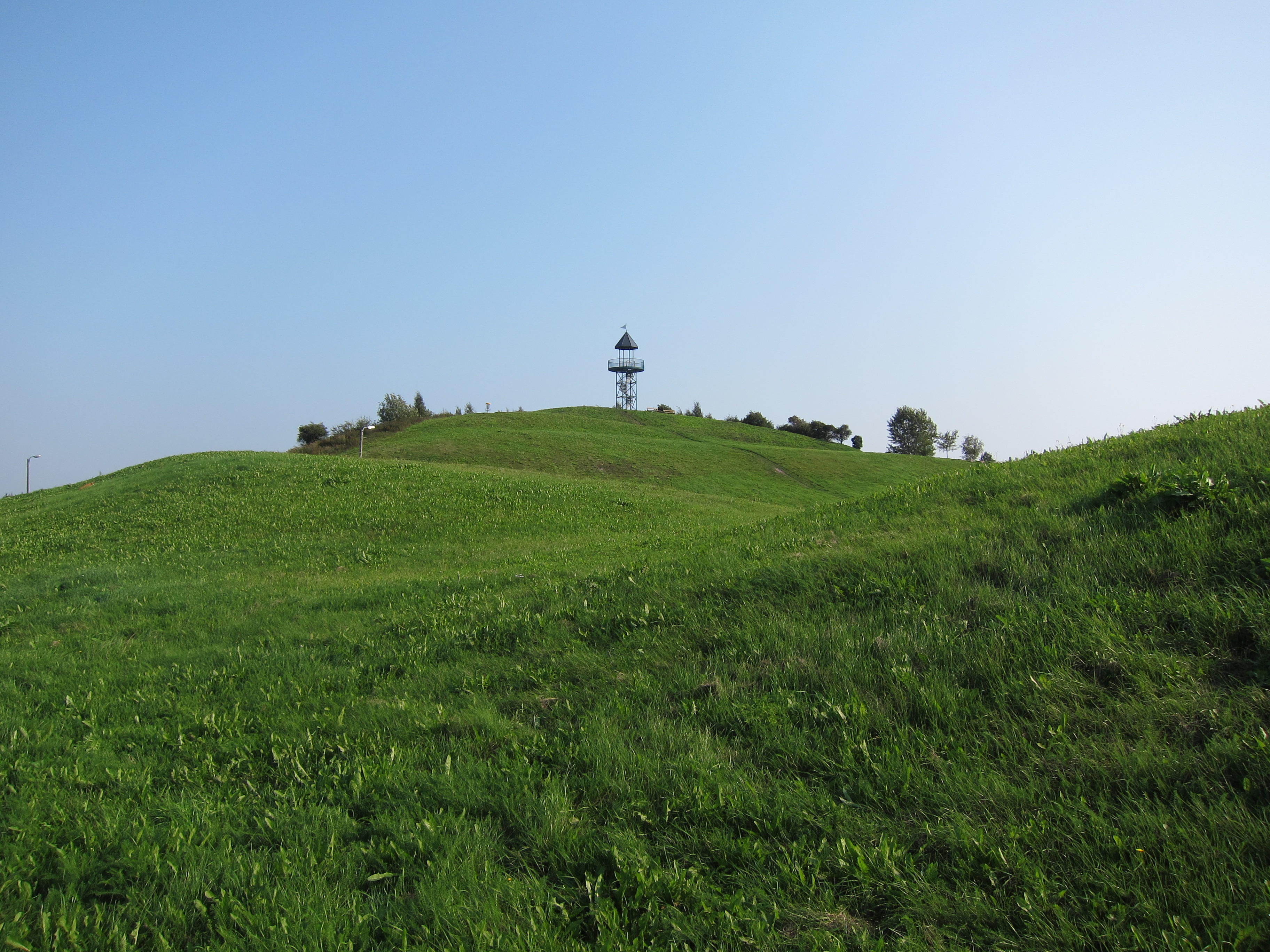
Vue du Kumparepuisto.

## Transports
Metsola est desservi par les bus suivants:
- 9 Norskankatu-Ylänummi
- 25 Norskankatu-Mussalo-Karhuvuori-Karhula
- 9B Karhula-Ylänummi
- 9B Karhula-Tavastila-Ylänummi
- 9PA Karhula-Juurikorpi-Tavastila
- 9PA Karhula-Tavastila-Juurikorpi
- 15PA Leikari-Suulisniemi-Karhula-Korkeakoski-Karhuvuori-Kotka